# Aynhoe Park
Aynhoe Park, est une maison de campagne du XVIIe siècle reconstruite après la guerre civile anglaise à l'extrémité sud du village en pierre d'Aynho, Northamptonshire, Angleterre. Elle surplombe la vallée de Cherwell qui sépare le Northamptonshire de l'Oxfordshire. La maison représente quatre périodes architecturales : jacobéenne, caroléenne et à la fois le début du XVIIIe et le XIXe siècle . La maison est une propriété privée et n'est plus ouverte au public  mais peut être louée pour certaines réceptions privées.
Elle est classée Grade I sur la liste du patrimoine national d'Angleterre depuis septembre 1953.

## Histoire
Le domaine est acheté au XVIIe siècle par John Cartwright, mais la maison qu'il a construite en 1615 est gravement endommagée pendant la guerre civile par les forces royalistes après la bataille de Naseby. Elle est reconstruite après la guerre civile selon les plans d'Edward Marshall, maître maçon du Bureau des travaux de Charles II. En 1707, Thomas Cartwright emploie Thomas Archer pour agrandir le bâtiment jacobéen. Au début du XIXe siècle, la maison est embellie par John Soane.
Aynhoe Park est un bloc principal à fronton avec des ailes de service inférieurs de chaque côté formant une cour. L'aménagement date du début du XVIIIe siècle lorsque Thomas Archer est chargé d'agrandir la maison jacobéenne. Archer, qui a visité l'Italie, ajoute des détails baroques tardifs inhabituels, tels que les contours concaves des portes centrales des ailes de service. Le milieu de la façade du jardin est resté en grande partie inchangé depuis sa construction dans les années 1660.
Les intérieurs, créés par Archer à l'exception de l'escalier principal, sont remodelés. Aynhoe Park conserve cependant les pièces conçues par Soane. Il est chargé de préparer des plans pour un remodelage en profondeur de l'intérieur en 1795 - les dessins de ce travail peuvent être vus au Sir John Soane's Museum de Londres; mais ces intérieurs n'ont jamais été construits. Soane redessine les salles de réception le long de la façade du jardin dans un style modeste en 1800–5 et, à l'exception du salon français, ces intérieurs ont survécu et illustrent l'exploitation par l'architecte des surfaces courbes. Soane créé également l'escalier zénithal avec sa balustrade en fer dans l'aile sud et les "arcs de triomphe" qui relient le bloc principal aux ailes de service.
Les abords représentent un ancien jardin à la française avec parc paysager. Les jardins sont aménagés par M. Guilliam 1701–14, et le parc aménagé 1760–63 par Capability Brown.
Bien que toujours détenue par la famille Cartwright, Aynhoe est louée au moment du recensement de 1861 au pionnier pastoral et homme politique australien William Forlonge et pendant le vingtième siècle la maison est la propriété de Richard Fairfax Guillaume Cartwright, qui est mort en 1954, la même année que son fils unique et héritier (il y a aussi une fille) . Elle appartient ensuite à la Country Houses Association jusqu'à sa liquidation en 2003 . Elle est remodelée en 2004 par James Perkins et utilisé comme lieu de mariages et de fêtes. La maison est vendue en 2020 à un acheteur anonyme 
Le musicien Noel Gallagher a célébré son 50e anniversaire à la maison en 2017 .
Elle a fait l'objet d'une série d'articles dans le magazine Country Life de Gordon Nares en juillet 1953.